# El Guerrara
El Guerrara (em árabe: القرارة) é uma cidade e comuna localizada na província de Ghardaïa, Argélia. Segundo o censo de 2008, a população total da cidade era de 59 514 habitantes.